# 121655 Nitapszcolka
121655 Nitapszcolka è un asteroide della fascia principale. Scoperto nel 1999, presenta un'orbita caratterizzata da un semiasse maggiore pari a 3,1866120 UA e da un'eccentricità di 0,2285561, inclinata di 1,60938° rispetto all'eclittica.